# Roemeense parlementsverkiezingen 1980

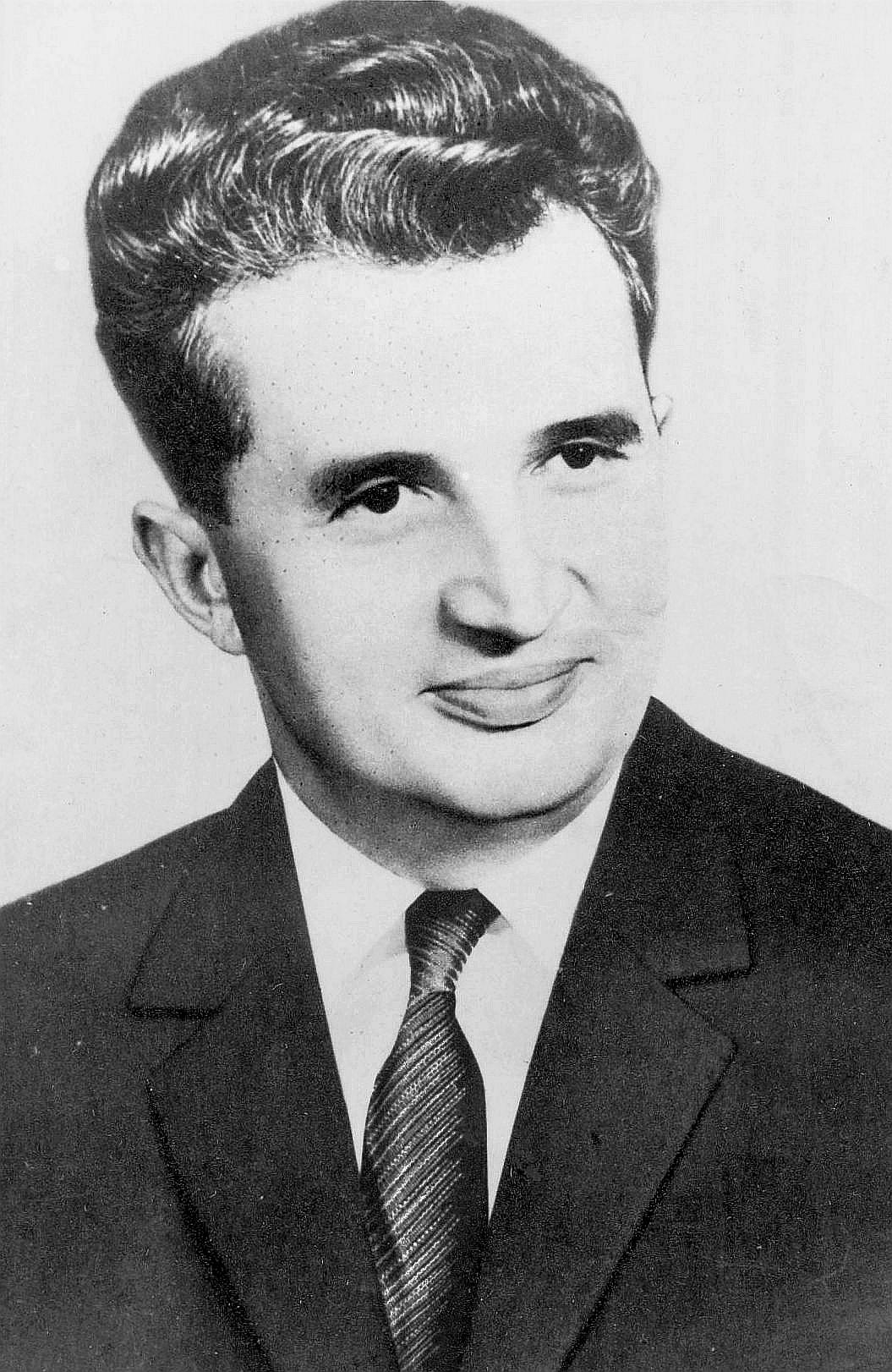
Dictator Nicolae Ceaușescu (1918-1989), secretaris-generaal van de communistische partij (1965-1989), voorzitter van de Staatsraad (1967-1974) en president van Roemenië (1974-1989).

De Roemeense parlementsverkiezingen van 1980 vonden op 9 maart van dat jaar plaats. De verkiezingen vonden plaats op basis van enkelvoudige kandidaatstelling en alleen leden van het door de communistische partij gedomineerde Front voor Democratische en Socialistische Eenheid (FDUS) mochten zich kandideren. Het Front kreeg bijna 99% van de stemmen. Na de verkiezingen werd Nicolae Ceaușescu door de Grote Nationale Vergadering (parlement) unaniem als voorzitter van de Staatsraad en president van de republiek herkozen.

## Uitslag
| Coalitie                          | Stemmen    | %       | Zetels    |
| --------------------------------- | ---------- | ------- | --------- |
| Front voor Socialistische Eenheid | 15.398.443 | 98,52%  | 369 / 369 |
| Tegen                             | 230.611    | 1,48%   | —         |
| Totaal                            | 15.629.054 | 100,00% | 369       |
|                                   |            |         |           |
| Geldige stemmen                   | 15.629.054 | 100,00% |           |
| Blanco/ ongeldige stemmen         | 44         | 0,00%   |           |
| Totaal uitgebrachte stemmen       | 15.629.098 | 100,00% |           |
| Geregistreerde kiezers/ opkomst   | 15.631.351 | 99,99%  |           |
| Bron: Nohlen & Stöver             |            |         |           |